# Даргис, Павел Никодимович
Даргис Павел Никодимович (17.03.1913, Каунас — 1983, Сочи) — советский лётчик-истребитель, участник Великой Отечественной войны.

## Биография
Родился в Ковно (теперь Каунас) 17 марта 1913 года. Литовец, Окончил белорусскую школу в городе Шклов и профтехшколу после получения среднего образования. После окончания школы работал электромонтером. В рядах РККА с 1932 года. Проходил службу в Гомеле в рядах Красной Армии. Перед Второй мировой войной поступил в 1-ю Качинскую военную авиационную школу летчиков имени А.Ф.Мясникова. После окончания  служил пилотом и инструктором-лётчиком в истребительных авиационных полках. С начала Великой Отечественной войны служил в должности командира звена 19-го истребительного авиационного полка. 13 августа 1941 года в районе Молосковица под Ленинградом совершил таран вражеского бомбардировщика. На 1943 год совершил 196 боевых вылетов и в 45 воздушных боях сбил 11 самолётов противника.
После войны продолжил службу в ВВС. В 1957 году был уволен в запас. До смерти жил в городе Сочи.

## Награды
- Орден Ленина
- Медаль «За боевые заслуги»
- Орден Красной Звезды
- Орден Красного Знамени
- Медаль «За оборону Ленинграда»
- Медаль «За оборону Москвы»
- Медаль «За победу над Германией в Великой Отечественной войне 1941–1945 гг.»

## Список воздушных побед
| Д а т а    | Противник               | Место падения самолёта и проведения воздушного боя | Свой самолёт |
| 12.07.1941 | 1 Хе-111 (в паре)       | Невская Дубровка                                   | МиГ-3        |
| 20.07.1941 | 1 Ме-110                | Молосковицы                                        | МиГ-3        |
| 20.07.1941 | 1 До-215 (в группе 1/3) | Кингисепп                                          | МиГ-3        |
| 22.07.1941 | 1 Ме-110 (в паре)       | Юркино                                             | МиГ-3        |
| 23.07.1941 | 1 Ю-88 (в паре)         | озеро Красногорское                                | МиГ-3        |
| 13.08.1941 | 1 Ме-110 (в паре)       | Кингисепп                                          | МиГ-3        |
| 13.08.1941 | 1 Ю-88                  | южнее станция Молосковицы                          | МиГ-3        |
| 13.08.1941 | 1 Ю-88                  | станция Молосковицы *                              | МиГ-3        |
| 22.10.1941 | 1 Ю-88                  | Наро-Фоминск                                       | МиГ-3        |
| 06.11.1941 | 1 Ме-109 (в группе 1/3) | Подмосковье                                        | МиГ-3        |
| 02.12.1941 | 1 "Ме-115"              | Крюково                                            | МиГ-3        |